# Ткач Степан Йосипович
Степан Йосипович Ткач (27 грудня 1902, село Вільшана, тепер смт. Городищенського району Черкаської області — 17 березня 1982, місто Тернопіль) — український радянський діяч, 1-й секретар Велико-Борківського райкому КП(б)У Тернопільської області, заступник голови та секретар Тернопільського облвиконкому. Депутат Верховної Ради УРСР 3—4-го скликань.

## Біографія
Народився в бідній селянській родині. З 1913 року наймитував у заможних селян, працював у власному сільському госпоодарстві.
З 1925 року — секретар Вільшанської сільської ради на Черкащині. Потім був секретарем Вільшанської районної судової земельної комісії. Брав участь у заснуванні колгоспів на початку 1930-х років.
У 1930 році закінчив педагогічні курси. Після закінчення курсів працював вчителем молодших класів Вільшанської семирічної школи на Черкащині і продовжував заочне навчання в Корсунському педагогічноиму технікумі, який закінчив у 1933 році.
Член ВКП(б) з 1932 року.
З 1935 по 1941 рік — завідувач сектору, 1-й секретар Вільшанського районного комітету КП(б)У Київської області.
З 1941 по 1943 рік — у Червоній армії, учасник німецько-радянської війни. З 1943 року перебував на керівній партійній роботі.
У листопаді 1944 — вересні 1952 року — 1-й секретар Велико-Борківського районного комітету КП(б)У Тернопільської області.
З вересня 1952 по 1955 рік — заступник голови виконавчого комітету Тернопільської обласної ради депутатів трудящих.
На 1956 по 1962 рік — секретар виконавчого комітету Тернопільської обласної ради депутатів трудящих.
З 1962 року — персональний пенсіонер союзного значення у мсті Тернополі.

## Нагороди
- орден Леніна (23.01.1948)
- орден Трудового Червоного Прапора
- медалі
- почесний громадянин міста Тернополя (1972)